# Grotte de Mlynky
Pour les articles homonymes, voir Młynki.
La grotte Mlynky (en ukrainien : Млинки (печера) est une grotte de gypse située en Ukraine, dans l'oblast de Ternopil.
C'est en 1960, que fut découverte cette grotte qui est longue de 53 kilomètres et qui est classée.

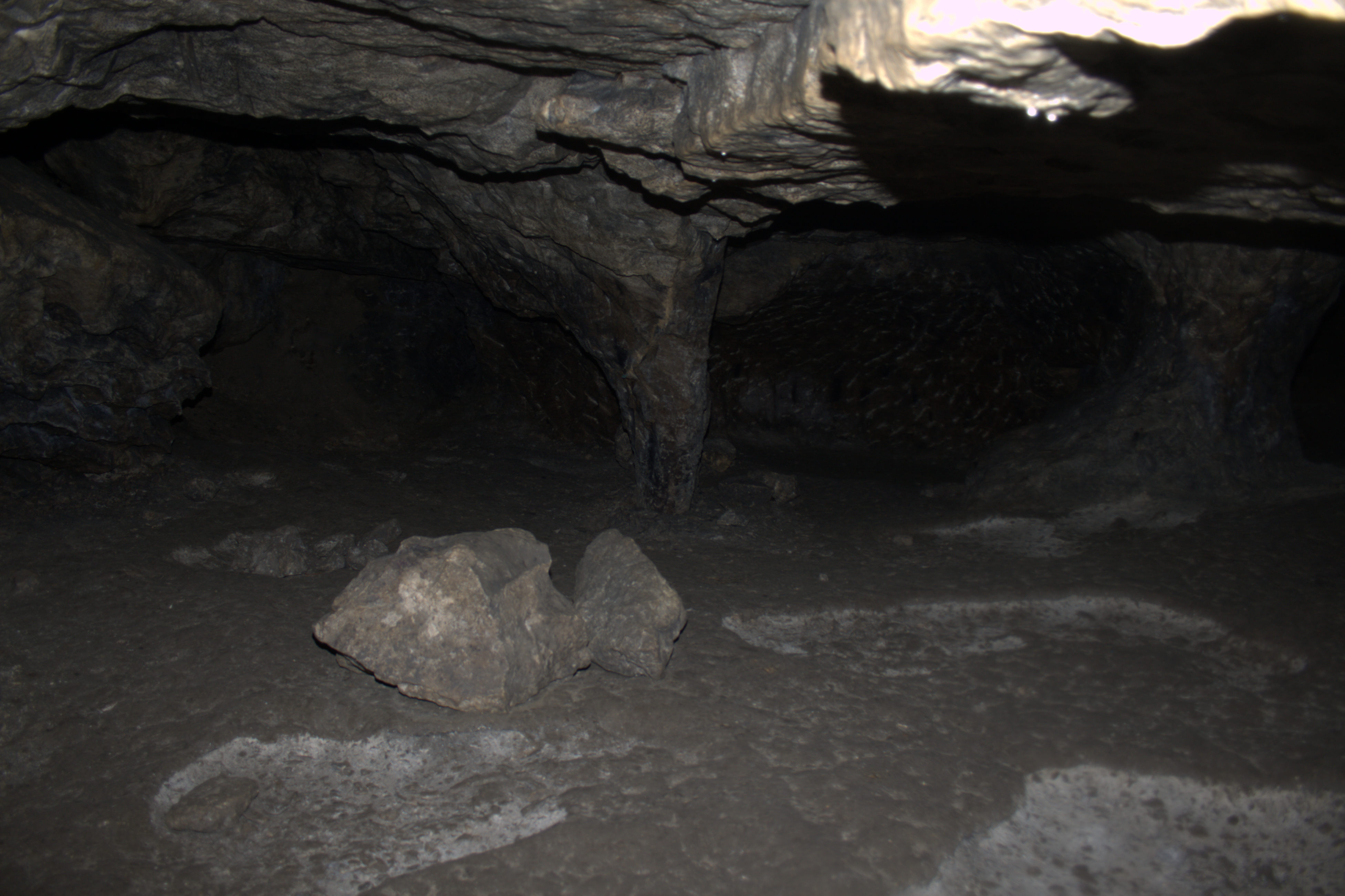
La grotte,
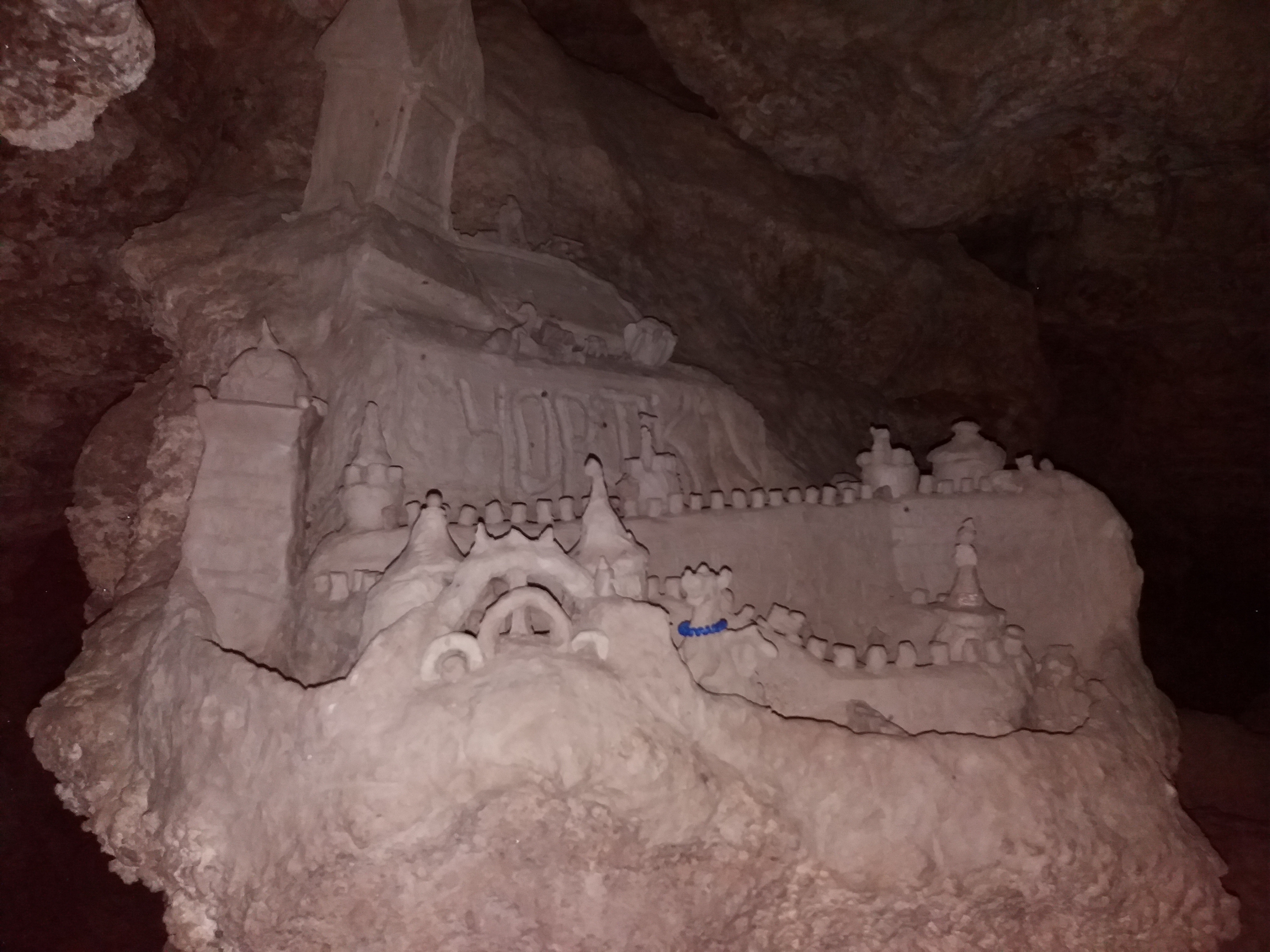
une sculpture à l'intérieur.